# Salomé Haller
Pour les articles homonymes, voir Haller.
Salomé Haller (née le 11 avril 1975 à Strasbourg) est une chanteuse d'opéras et d'oratorios française (soprano). 
Son frère Benoît Haller, également chanteur (ténor), est le fondateur et directeur musical de l'ensemble baroque « la Chapelle Rhénane ».

## Biographie

### Formation
Salomé Haller étudie le piano et le chant dans sa ville natale, en prenant des cours privés, et dès l'âge de treize ans, elle est amenée à donner des représentations, seule ou avec son frère,. Puis elle poursuit sa formation à l'université où elle s'inscrit en musicologie, et au conservatoire de Strasbourg dans la classe de musique ancienne de  Martin Gester, avant d'être admise au Conservatoire national supérieur de musique et de danse de Paris, où elle se perfectionne avec Rachel Yakar, Peggy Bouveret et Margreet Honig,.

### Carrière
Elle est invitée à chanter avec des ensembles baroques, tels Le Parlement de Musique, Il Seminario Musicale, Les Talens Lyriques, La Grande Écurie et la Chambre du Roy, ainsi qu'avec l'Orchestre National de Lille, l'Ensemble 2e2m,Le Concert spirituel, le Concerto Köln, l'Ensemble Intercontemporain,,...